# Nasz Charly
Nasz Charly (oryg. Unser Charly) – niemiecki serial familijno-komediowy stworzony przez Christine Rohls i Axela Witta i produkowany dla telewizji ZDF od 1995. W sumie powstało 16 sezonów i 221 odcinków. W Niemczech były protesty partii Zielonych do wykorzystywania szympansa w roli Charliego.
Serial emitowany w Polsce w TVP2 i TVP3 w 1999 i 2000 roku.
Głównym bohaterem jest weterynarz Philipp Martin, żona Michaela, syn Oliver i córka Sandra. Po śmierci doktora Martina jego miejsce zajmuje doktor Max Henning.

## Obsada
- Ralph Schicha - jako doktor Philipp Martin (sezony 1-4)
- Ralf Lindermann - jako doktor Max Henning (sezony 4-16)
- Mike Zobrys - Oliver Martin (s. 1-13)
- Karin Kienzer  - Michaela Gerbner-Martin-Henning (s. 1-5)
- Nicola Tiggeler -  Michaela Gerbner-Martin-Henning (s. 6-7)
- Saskia Valencia - Maren Scheerer Waldner (s. 8-13)
- Regina Lemnitz - Doktor Charlotte Roesner-Lombardi (s. 1-16)
- Aurelio Malfa -  Rodolfo Lombardi (s. 1-11)